# Хефен ан дер Енц
Хефен ан дер Енц (њем. Höfen an der Enz) општина је у њемачкој савезној држави Баден-Виртемберг. Једно је од 25 општинских средишта округа Калв. Према процјени из 2010. у општини је живјело 1.658 становника. Посједује регионалну шифру (AGS) 8235035.

## Географски и демографски подаци
Хефен ан дер Енц се налази у савезној држави Баден-Виртемберг у округу Калв. Општина се налази на надморској висини од 366 метара. Површина општине износи 9,1 km². У самом мјесту је, према процјени из 2010. године, живјело 1.658 становника. Просјечна густина становништва износи 183 становника/km².